# Brauerei Bender

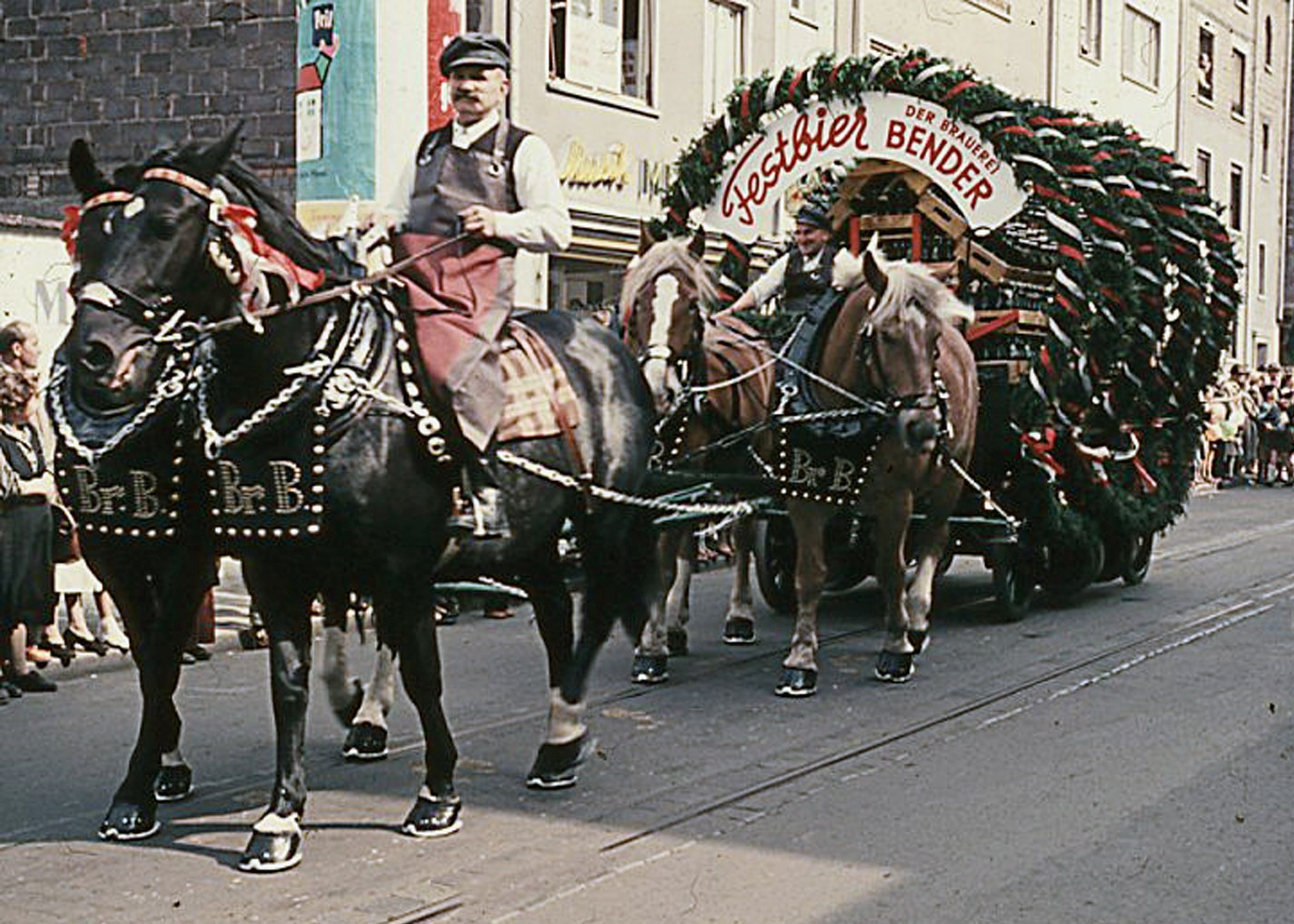
Festwagen der Brauerei zum Maimarkt 1954

Die Brauerei Bender war eine 1849 gegründete Privatbrauerei in Kaiserslautern. Sie war bis 1964 aktiv und ununterbrochen in Familienbesitz. Das Unternehmen hatte bis zur Betriebsstilllegung einen Bierausstoß von 12.000 hl pro Jahr, zwölf Mitarbeiter und drei eigene Brunnen.

## Geschichte

Franz Daniel Bender, Gründer der Brauerei Bender

Gegründet wurde die Brauerei Bender 1849 von Franz Daniel Bender (1815–1881), der seinen Beruf als Küfer bei dem Küfermeister Friedrich Lieberich und als Brauer bei dem Bierbrauer Johann Adolph Gelbert (1806–1881) in seiner Jean Gelbert "Zum alten Bürgermeister"  genannten Brauerei erlernt hatte. Nach seinen Lehr- und Wanderjahren heiratete er Charlotte Stein (1845), verwitwete Schreiner, und führte den von ihr betriebenen Kohlenhandel und ihre Wirtschaft „Zum blauen Wagen“ Ecke Mannheimer- / Gaustraße mit Hausbrauerei als Nebenbetrieb zunächst einmal weiter. Zusammen mit Ernst Huber (1815–1895), Friedrich Carl Raab (1777–1854) und weiteren sechs Kohlenhändlern in Kaiserslautern gründete er 1848 eine Einkaufsgemeinschaft für Saarkohle, zunächst  Raab, Karsch & Cie., und nach dem Eintritt von Carl Heinrich Karcher (1808–1875) ab 1881  Raab Karcher genannt. Danach gründeten sie für den gemeinsamen Einkauf und Transport für Ruhrkohle auch noch die Tochtergesellschaft Reederei Raab Karcher in Duisburg-Ruhrort.
1849 beginnt Franz Daniel Bender sein eigenes Bier zu brauen, das anfangs nur in seiner Hauswirtschaft zum Ausschank kam, aber sehr schnell einen beachtlichen Umfang annahm. Das von der beiden Eheleuten Bender in eleganter Sütterlinschrift geführte Geschäftsbuch (archiviert im Theodor-Zink-Museum) beinhaltet zunächst (1845) nur Buchungen für den Verkauf von Kohlen, ab 1849 auch für Bier außer Haus, später aber nur noch für Bier an Kunden in der ganzen Pfalz.

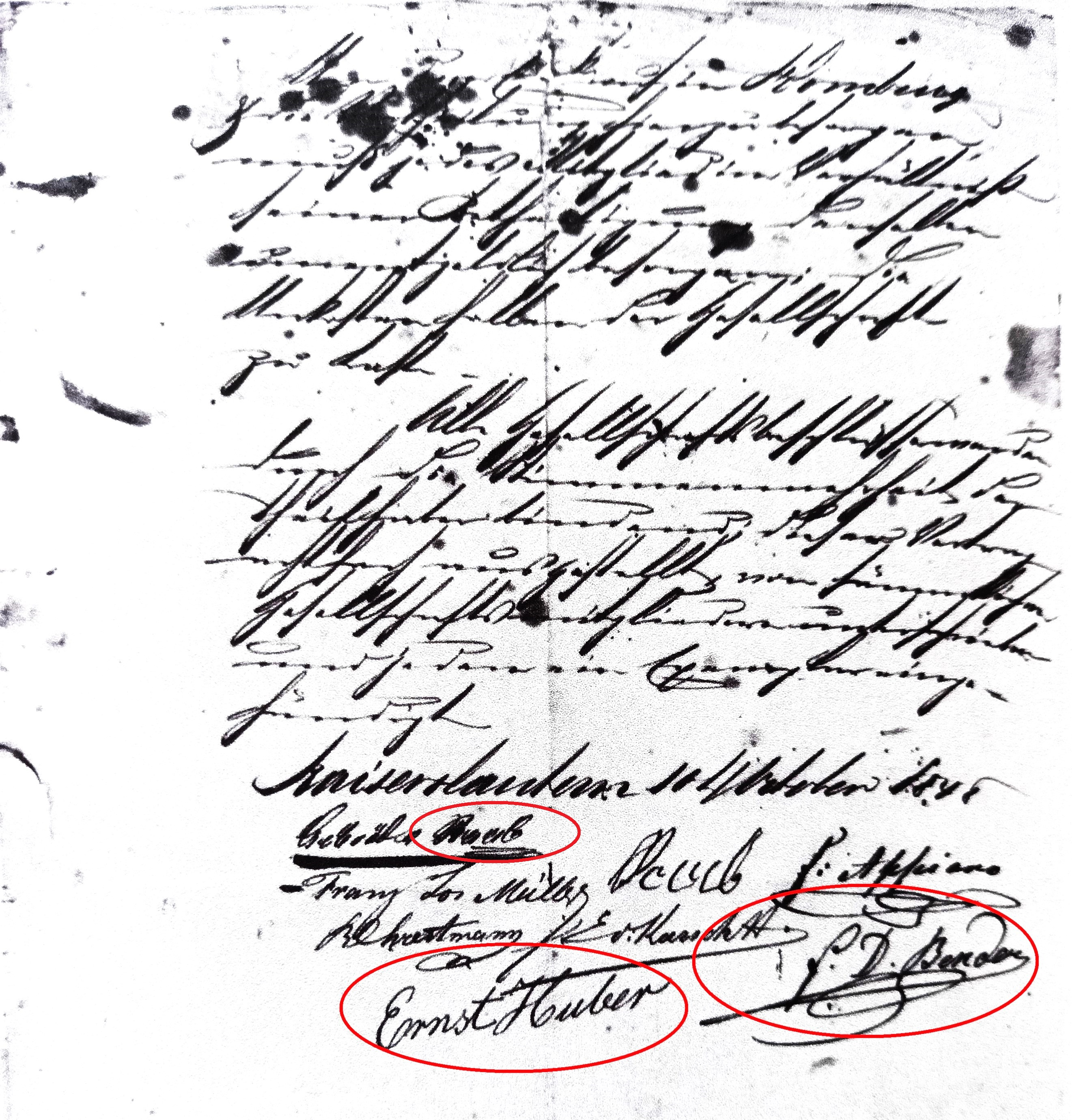
Letzte Seite Gesellschaftsvertrag von 1848, Auszug (Gründungsvertrag Raab Karcher)

Nach seinem Tod übernahmen die beiden Söhne Franz Daniel jr. (1851–1936) und Albert (1862–1936) die Brauerei. Albert Bender hatte das Brauhandwerk im väterlichen Geschäft erlernt und sein Wissen auf der Brauerschule in Worms ergänzt. Franz Daniel war zunächst in Paris zwölf Jahre als Repräsentant der Krupp-Gussstahlfabrik Essen, tätig. Nach  dem Tod seiner beiden Stiefbrüder Schreiner unterstützte er seinen Bruder Albert beim weiteren Ausbau der Brauerei, die sie gemeinsam als offene Handelsgesellschaft F. D. Bender's Söhne Brauerei und Mälzerei oHG weiterführten. Brau- und Mälzereibetrieb sowie die Hauswirtschaft wurden auf das gegenüberliegende Gelände Gaustraße 22 verlegt, die Bierkeller an die Kreuzung Am  Vogelgesang/Haspelstraße. Bender's Hauswirtschaft mit Biergarten war beliebt wegen seiner Speisekarte in bayerischer und pfälzischer Tradition, 1880 gab es bei der Einweihung der Pfälzischen Nordbahn einen Empfang mit Blasmusik. Mit dem Einbau einer Dampfmaschine der Gebr. Pfeiffer konnten die Förderwerke in Sudhaus und Mälzerei betrieben werden. Die Anschaffung einer der ersten von Carl von Linde (1842–1934) gebauten Eismaschinen machte die Kühlung der Bierkeller von der winterlichen Natureisernte auf den zahlreichen Woogen in der Umgebung der Stadt und den Eisweiheranlagen an der oberen Lauter zwischen der Entersweiler- und der Salingsmühle, dem späteren Gelände der „Ausstellung“ (1925) und heutigen Volkspark (1959), unabhängig: ein kontinuierlicher Braubetrieb mit geregelter Gärführung und Bierlagerung war fortan gewährleistet. Kurz vor dem Ersten Weltkrieg konnte ein Ausstoß von 10.000 hl pro Jahr erreicht werden. Ab 1924 erfuhr die Brauerei wesentliche technische Neuerungen: Gär- und Lagerkeller wurden durch Umbau modernisiert, die Holz-Lagerfässer in den Felsenkellern durch Alu- und Emaillestahltanks ersetzt, eine zweite Eismaschine angeschafft und die Pichereianlage und Fassreinigung von der Gaustraße zum Bierkeller verlegt. Die beiden Brüder arbeiteten vorzüglich zusammen. Albert Bender zeichnete für einen brautechnisch auf höchstem Niveau produzierenden Musterbetrieb verantwortlich. Franz Daniel Bender jr. war exzellent mit der Lautrer Wirtschaft und Gesellschaft vernetzt und als leidenschaftlicher Vertreter der Genossenschaftsidee lange Jahre im Aufsichtsrat der Vereinsbank, der späteren Volksbank Kaiserslautern, Nachfolgerin des früheren Vorschuß-Vereins,  und kurzfristig auch als Aufsichtsratsvorsitzender tätig.

Brauerei- und Mälzereigebäude mit Bender's Hauswirtschaft, Gaustraße 22, bis 1981, oben, Bierkeller, Am Vogelgesang/Haspelstraße, bis 1982, unten

1925 wurden die drei Söhne von Franz Daniel jr. für das Unternehmen tätig und zeichneten ab 1936 gemeinsam für die Geschäftsleitung verantwortlich, Franz Wilhelm Bender (1891–1947) für den Braubetrieb, Carl Albert Bender (1898–1978) für das Rechnungswesen und Friedrich Bender (1899–1973) für Landwirtschaft und Fuhrpark.

Begrüßung des 1. FCK, Deutscher Fußballmeister 1951

Im Zweiten Weltkrieg blieben die Betriebsgebäude von ernsteren Schäden verschont, mehrere brauereieigene Gaststätten waren allerdings zerstört worden. 1949 konnte aber ein Bierausstoß schon wieder wie in Friedenszeiten erreicht und das 100-jährige Firmenjubiläum gefeiert werden. Bis zur Inbetriebnahme des kriegsbeschädigten Sudhauses der Bayerischen Brauerei Schuck-Jaenisch (BBK genannt), wurden auch die BBK-Biere in der Brauerei Bender gebraut. Das in der Gaustraße gebraute Bender-Bier wurde bis zur Betriebsstilllegung anfangs noch mit Pferdefuhrwerken über die Amselstraße, später mit LKW, zum Bierkeller in der Haspelstraße transportiert. 1951 begleitete der traditionelle Bierwagen der Brauerei den Festumzug für den deutschen Fußballmeister 1. FC Kaiserslautern mit seinem Kapitän Fritz Walter, und 1954 nochmals zur Begrüßung der fünf Kaiserslauterer Spieler des Fußball-Weltmeisters Deutschland.
1963 erfolgte zusammen mit dem Eintritt der drei Kinder von Carl Albert Bender (vierte Bender-Generation) Johanna vom Hagen, geb. Bender, Franz Georg Bender und Fritz Bender die Umwandlung in die Bender-Bräu KG. Da die Genehmigung einer aus wirtschaftlichen Gründen erforderlichen Zusammenlegung der Betriebsteile Sudhaus und Bierkeller von der Stadtverwaltung nicht zu bekommen war, wurde auch der beabsichtigte Einbau eines Hydroautomatik-Sudwerkes der Firma Steinecker zurück- und der gesamte Betrieb 1964 zunächst einmal ruhend gestellt. Produktion und Vertrieb wurden der Karlsberg-Brauerei KG. Weber in Homburg übertragen. Nach Besetzung des Brauereigebäudes mit Bender's Hauswirtschaft, zuletzt von Kaiserslauterer Musikern als Jazzkneipe „Waschbrett“ betrieben, durch eine links-radikale Hausbesetzerszene und Abriss nach Räumung erfolgte die Firmierung des noch immer ruhenden Gewerbebetriebs, die Verwaltung seiner Immobilien, wieder unter dem Namen F. D. Bender's Söhne (GbR). Die Auflösung der Gesellschaft wurde schließlich zum 31. Dezember 1999 beschlossen, die patentierten Namensrechte für die Bender-Biere wurden auf die Arnsteiner Brauerei Max Bender übertragen.

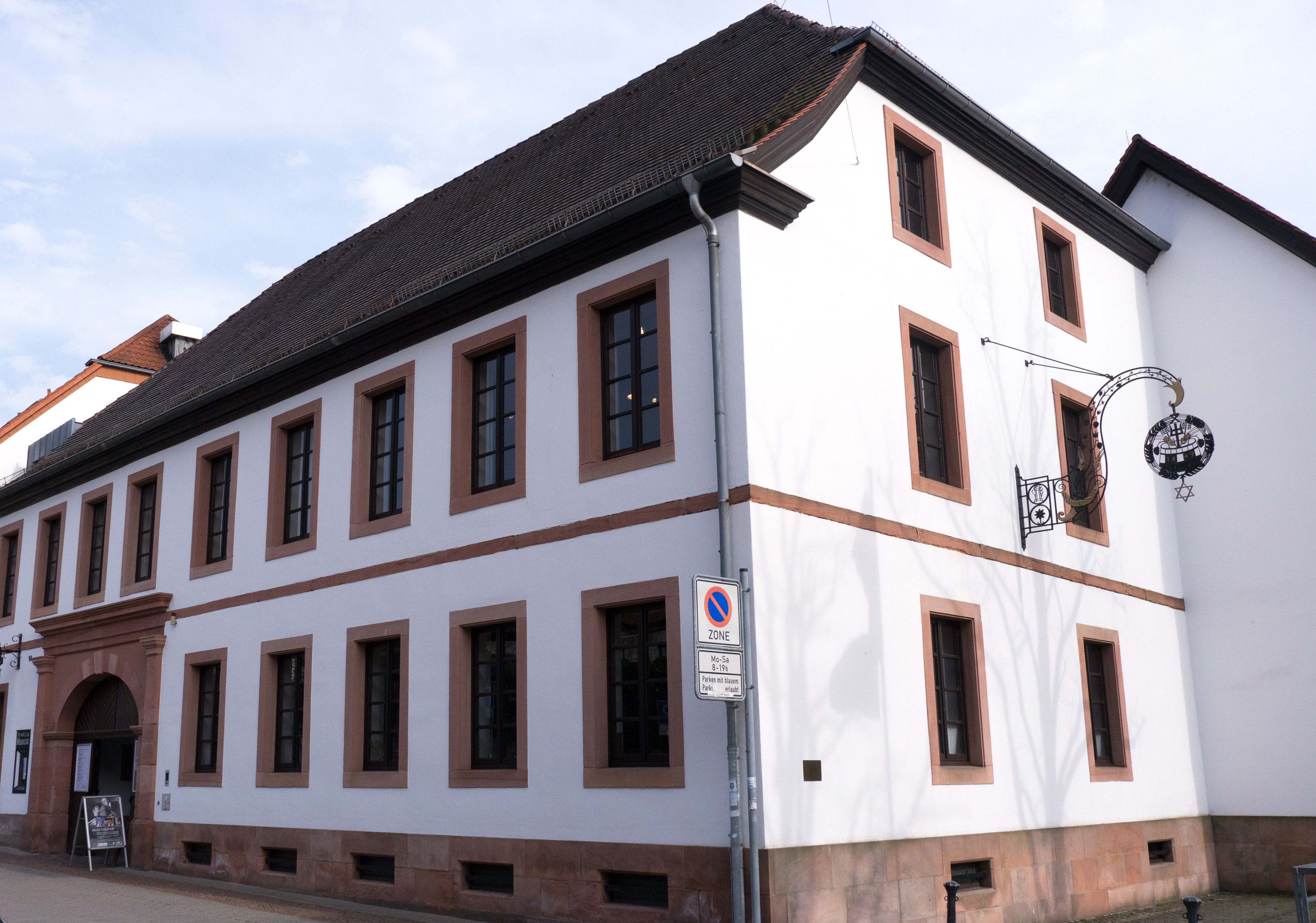
Ausleger „Bender's Hauswirtschaft“ mit Brauerstern (Theodor-Zink-Museum)

Historische Zeitzeugen sind das dem Stadtmuseum am 24. November 2023 übergebene  1. Geschäftsbuch  mit auf 500 Seiten in Sütterlinschrift festgehaltenen Verkaufsbuchungen, zunächst ausschließlich für Kohle (1845), später auch für andere Produkte, zuletzt aber nur noch für Bier (1875) – und in Kaiserslautern die Bendergasse hinter dem früheren Areal der Brauerei mit der Hauswirtschaft in der Gaustraße, die dort als Naturdenkmal erhaltene Bender-Linde, und das denkmalgeschützte Stammhaus der Familie Bender (1825) in der Gaustraße/Ecke Mannheimer Straße, erbaut von J. P. Huber (1786–1834). Die Bewohner betrieben, wie sein Sohn Ernst Huber (1815–1895) nicht nur den dortigen Kohlenhandel, sondern auch das dabei befindliche Gasthaus „Zum blauen Wagen“ mit einer kleinen Hausbrauerei. Sie waren außerdem Mitbegründer der später Raab Karcher genannten Kohlen-Einkaufsgemeinschaft (1848). Zeitzeugen sind auch das Benderhof genannte Anwesen in der Richard-Wagner-Straße 76, und der schmiedeeiserne Ausleger Bender's Hauswirtschaft mit den Initialen FDBS (F. D. Bender's Söhne), der Jahreszahl 1849, dem Gründungsjahr des Unternehmens, und Brauerstern, dem alten Zunftzeichen der Brauer und Mälzer, an der Giebelwand des Theodor-Zink-Museums (Stadtmuseum Kaiserslautern), wo auch das Wanderbuch des Firmengründers Franz Daniel Bender dem Zunftgesetz entsprechend mit den Eintragungen seiner Wanderschaft ab dem 3. Mai 1834 archiviert ist.

## Rückblick
Kaiserslautern hatte eine lange Brautradition, sie war Mitte des 19. Jahrhunderts die erste Bierstadt der Pfalz, da das Lauterer Bier bereits Handelsartikel geworden war. Die von Barbarossa berufenen Prämonstratenser-Mönche, später die Barfüßer-Brüder und Franziskaner, brauten auch schon dort ihr Bier. Nachdem letztere die Stadt verlassen hatten, übernahm die Stadt deren Brauanlage und erweiterte sie auf zwei Sudkessel, damit jeder Bürger im städtischen Brauhaus gegen „Sudgeld“ sein eigenes Bier brauen konnte. Um 1850 waren in der Stadt 24 Brauereien vorhanden, bei damals noch nicht einmal 10.000 Einwohnern, so dass in dieser kleinen Stadt gewaltige Biermengen produziert und konsumiert worden sind. 1910 zählte die Stadt noch 10 aktive Brauereien, wovon die größeren ihre Biere auch nach Elsass-Lothringen, in das Saargebiet und nach Luxemburg exportierten. Die Lauterer Bierbrauer Bender und Gelbert bildeten eine Brauerdynastie im Familienverbund, zu der neben der Brauerei Bender auch die Brauerei Carl Gelbert „Zum Rheinkreis“, 1856–1892, Steinstraße 48, nach Teilabbruch und Umbau im Jahre 1976 heute Theodor-Zink-Museum, und die Brauerei Johann Schwarz „Zum Rittersberg“, 1835–1907, gehörten. Von diesem Unternehmen zeugt noch das von der früheren Brauereibesitzerin erbaute Wohnhaus, die denkmalgeschützte Villa Munzinger. Typisch für viele Brauereigebäude waren nicht nur ihre Größe und architektonische Gestaltung, sondern auch die großen, beschatteten Biergärten. Mit Stilllegung der Brauerei Bender im Jahr 1964, weil eine geplante Zusammenlegung von Sudhaus und Bierkeller nicht genehmigt wurde, und Schließung der Bayerischen Brauerei AG Kaiserslautern, BBK, durch den Hauptaktionär, die Binding-Brauerei AG Frankfurt (1993), Bestandteil der Radeberger-/Oetker-Gruppe, endete für Kaiserslautern eine jahrhundertealte Brauereitradition.

## Galerie

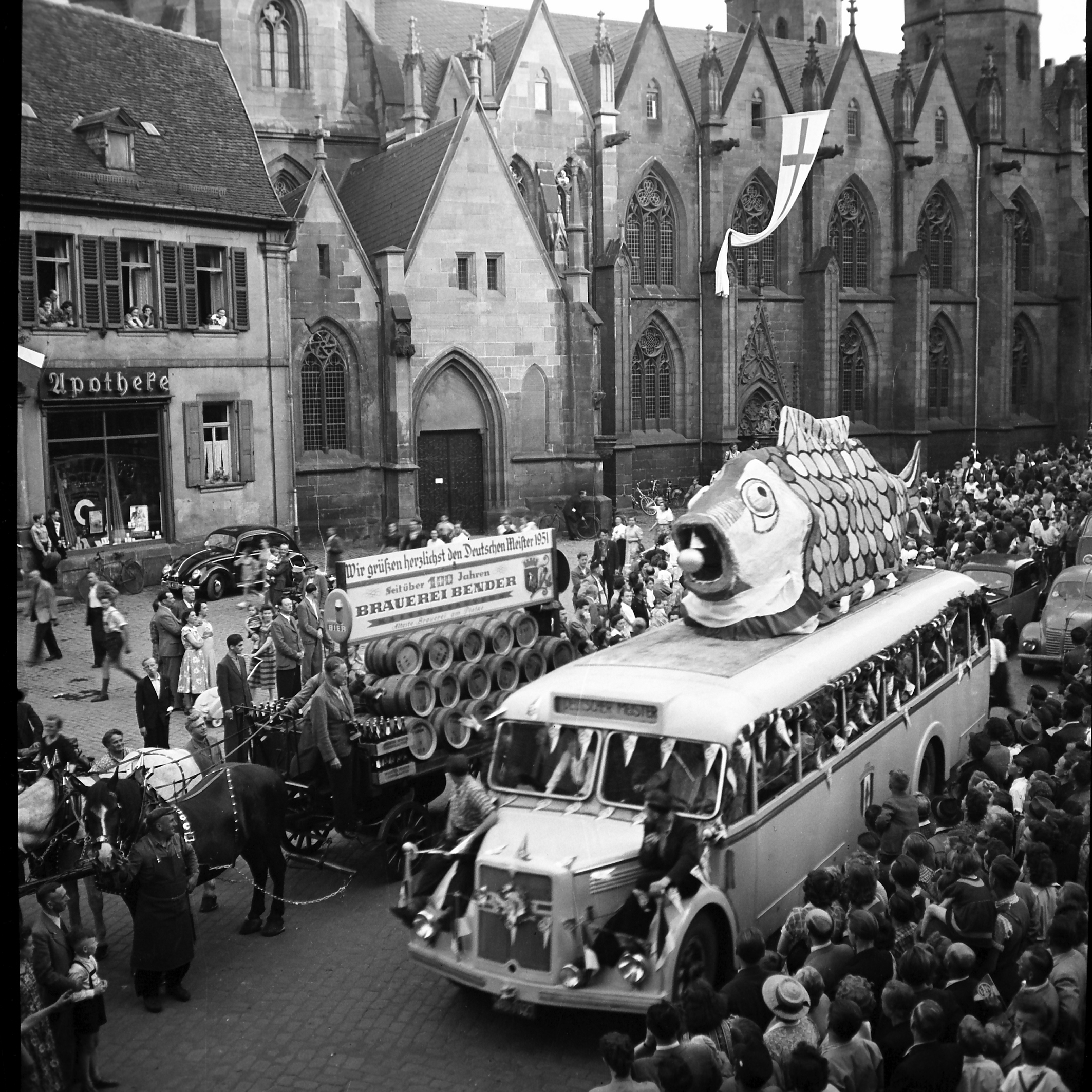
Festumzug „1.FCK Dt. Fußballmeister 1951“ mit Wappentier der Stadt Kaiserslautern
- Video: Festwagen „Deutscher Fußballweltmeister 1954“ und Maimarkt 1955
Stammhaus der Familie Bender, Gaustraße 37 / Ecke Mannheimer Straße, erbaut 1825 (unter Denkmalschutz)
Brauerei-/Mälzereigebäude, Gaustraße 22, bis 1981
Malztenne
Eingang Bierkeller, Am Vogelgesang/Haspelstraße, bis 1982
Gärkeller
Lagerkeller
Faßbier-Keller
LINDE Eismaschinen-Anlage